# Dichelus platynomus
Dichelus platynomus är en skalbaggsart som beskrevs av Hermann Burmeister 1844. Dichelus platynomus ingår i släktet Dichelus och familjen Melolonthidae. Inga underarter finns listade i Catalogue of Life.